# بيمان بابائي
بيمان بابائي (بالفارسية: پیمان بابایی) هو لاعب كرة قدم إيراني في مركز الهجوم، ولد في 14 فبراير 1994 في تبريز في إيران. لعب مع نادي تراكتور سازي.

## وصلات خارجية
- بيمان بابائي على موقع إي إس بي إن إف سي (الإنجليزية)
- بيمان بابائي على موقع قاعدة بيانات كرة القدم.إي يو (الإنجليزية)
- بيمان بابائي على موقع Soccerway.com (الإنجليزية)